# Голубкова Катерина Олександрівна
Катери́на Олекса́ндрівна Голубко́ва (5 листопада 1946, Пам'яті 13 борців) — поетеса. Член Союзу письменників України з 1979 року, член Союзу Письменників Росії (1999). Пише російською мовою.

## Біографічні відомості
Народилася 5 листопада 1946 р. в с- щі Пам'яті 13 борців Ємельянівського району Красноярського краю в учительській родині. У 1953 році разом з родиною переїхала до Миколаєва. Закінчила психологічний факультет Ленінградського державного університету (1975).
Із 1994 року — соціолог Центру з вивчення громадської думки «Наваль-Експерт». Керувала літоб'єднанням «Стапель», а також дитячою студією «Секрет» при обласній бібліотеці для дітей імені В. Лягіна. Автор п'яти віршованих збірок. Член Союзу письменників СРСР (а потім — Національного Союзу письменників України) з 1979 року.
Сама поетеса писала про себе так:
|  | Я народилась восени першого повоєнного року в невеликому селищі під Красноярськом. Тоді його оточувала дрімуча тайга, і одного разу на прогулянці наша група з дитячого садка ніс до носа зустрілася з ведмедем-підлітком. Справа була влітку, і обидві сторони при зустрічі відбулися легким переляком. Юний ведмідь, мабуть, нашого дружного вереску злякався набагато більше. Перші враження дитинства - дерева, настільки високі, що як не задирай голову, вершину все одно не побачиш... У шість років я з мамою переїхала до Миколаєва. Тут вражало вже зовсім інше. Чорні оксамитові ночі, напоєні пронизливим ароматом квітучих рослин… |

## Творчість
Автор збірок «Акварели» (1973), «Звездный корабль» (1980), «По праву любви» (1984), «День летящий» (1987), «Зоря в криниці» (2006), а також численних публїкацій в колективних збірниках, альманахах, часописах (зокрема в альманахах «День поезії», «Витоки», «Молодий Ленінград», «Письмена», у збірниках «Натхнення», «Горизонт», «Вітер з лиману», «Крила нашої весни», «Квітни, земля моя!», у журналах «Аврора», «Веселка», на сторінках обласної преси).
У передмові до першої збірки поетеса Е. В. Январьов написав:
|  | Весняна або осіння земля з її туманами, світанками, журавлиними зграями, шурхотом рудих лісів – все це для Голубкової жива казка, і в постійній любові до нестаріючої казки слов'янської природи як-то природно й довірливо виражено патріотичне почуття. |

Громадянська та письменницька діяльність Катерини Голубкової пов'язана з містом Миколаєвом. Вона пише:
|  | Миколаїв став моєю другою батьківщиною, і я думаю – вже назавжди. |

Значне місце у творчості Катерини Голубкової займає корабельний край, місто Миколаїв, праця суднобудівників. «Я на земле живу, и здесь мой дом. Земля — мое начало и основа. Но ухожу я с каждым кораблем, и с каждым кораблем — рождаюсь снова!». Цій темі присвячений цикл віршів «Мастера корабельной науки».
Ліричний герой творів Катерини Голубкової розкривається в роздумах про сенс життя, про своє місце в суспільстві, життєвому призначенні, про сучасність і майбутнє. Усе це додає естетичному ідеалу поетеси філософську мудрість і визначену громадянську позицію. Тривога за майбутнє планети, за людину звучить у віршах на екологічні теми. В автора проблема екології переростає в проблеми патріотизму, відповідальності кожного за минуле, прийдешнє і майбутнє.

## Збірки віршів
- «Акварелі» (1973)
- «Зоряний корабель» (1980)
- «По праву любові» (1984)
- «День летить» (1987)
- «Зірка в колодязі» (2006)

## Нагороди
Відзнака Миколаївської обласної ради «За заслуги перед Миколаївщиною» ІІ ступеня (2021 р.).
«Городянин року» (2006) в номінації «Мистецтво».